# Алкмеоніди
Алкмеоніди (дав.-гр. Ἀλκμαιωνίδαι) — впливовий знатний рід у Стародавніх Афінах, гілка Нелеїдів. Згідно з легендами, його засновником був Алкмеон. Гербом роду був білий трискеліон.

## Історія роду
Грецька міфологія виводила походження Алкмеонідів від Алкмеона — правнука героя Троянської війни, нащадка бога Посейдона Нестора. Сином Нестора був Трасімед, сином того — Сілл, батько Алкмеона. Павсаній в своєму «Описі Еллади» пише, що Алкмеон жив у Мессенії, але втік до Афін, рятуючись від дорійського вторгнення в XII столітті до н. е. Утім, існують версії про те, що Алкмеоніди були автохтонними жителями Афін; зокрема, Піндар в сьомій Піфійській оді зазначає, що Алкмеоніди є нащадками міфічного аттичного героя, афінського царя Ерехтея.
Першою відомою подією з участю Алкмеонідів було придушення змови Кілона — афінянина із старовинного роду, переможця Олімпійських ігор. Користуючись значною популярністю в народі, в 30-их роках VII століття до н.е (рік достеменно не відомий) він вирішив захопити владу в Афінах: встановити тиранію. За підтримки свого тестя Феагена, мегарського тирана, Кілон разом з своїми прибічниками захопив Акрополь. Афіняни взяли його в облогу, але, як пише Фукідід, через деякий час розійшлися, втомлені облогою, і доручили завершення справи архонтам, які на той час були з роду Алкмеонідів; очолював їх архонт-епонім Мегакл, син Алкмеона. Він пообіцяв виснаженим змовникам, які шукали захисту біля вівтаря богині, пощаду, якщо ті здадуться. Ті погодилися, однак Алкмеоніди порушили дану обіцянку і перебили учасників змови. Це накликало на них прокляття, звинувачення в так званому «Кілоновому гріху», за який Алкмеоніди двічі виганялися з Афін — найімовірніше, на початку VI ст. до н. е. (за часів Солона) і в кінці століття (під час боротьби Ісагора і Клісфена); навіть останки померлих представників роду були викопані з могил і викинуті за межі поліса. На думку О. Ю. Владимирської, факт того, що суд над порушниками присяги відбувся через декілька десятиліть (коли головні винуватці були вже мертвими — судили їхніх нащадків) свідчить про те, що «Кілонів гріх» був використаний для політичної боротьби противниками Алкмеонідів згодом, в той час як безпосередньо після придушення Кілонової змови Алкмеоніди тільки посилили свої становище. Це прокляття було актуальне тривалий час: навіть за часів Перикла лакедемоняни використовували (утім, без особливих успіхів) його належність до роду Алкмеонідів за материнською лінією як засіб для політичної боротьби.
Син Мегакла Алкмеон командував афінським військом під час Першої Священної війни, в ході якої афіняни виступили на боці Дельф проти гавані Кірри. Завдяки цьому укріпилися зв'язки Алкмеонідів з Дельфами. Алкмеон також був переможцем Олімпіади у 592 році до н. е. і примножив багатства свого роду. Геродот переповідає історію, згідно з якою, глава Алкмеонідів надав допомогу лідійському посольству, яке прибуло від Креза до Дельфійського оракула; за це вдячний Крез запросив його до себе в Сарди і дозволив йому взяти стільки золота, скільки він зможе винести; Алкмеон, скориставшись подарунком, набив золотом пазухи, чоботи і навіть рот. Проте версія Геродота не сходиться із загальноприйнятим датуванням, оскільки Крез почав правління в 560 році до н. е., коли Алкмеон вже політичну діяльність (про дату його смерті нічого не відомо). Імовірно, насправді Алкмеон зустрічався з батьком Креза Аліаттом II.